# Phục Hưng Komnenos

Đế quốc Đông La Mã trước cuộc thập tự chinh lần thứ nhất.

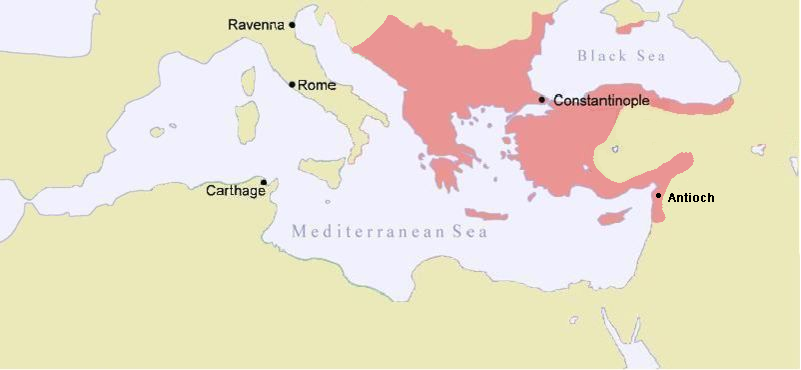
Đế quốc Đông La Mã dưới thời Manuel I Komnenos, những năm 1170. Lúc này, một phần lớn Tiểu Á và bán đảo Balkan đã được giành lại.

Phục Hưng Komnenos là một thuật ngữ được các nhà sử học sử dụng để gọi sự phục hồi về quân sự, kinh tế và lãnh thổ của Đế quốc Đông La Mã dưới thời nhà Komnenos, từ sự kiện lên ngôi của Alexios I Komnenos năm 1081, cho đến cái chết của Andronikos I Komnenos vào năm 1185. Sự khởi đầu của triều đại Alexios I (1081) diễn ra trong lúc đế quốc Đông La Mã đang hỗn loạn do thất bại trước quân Thổ Seljuk tại trận Manzikert năm 1071. Đế quốc cũng bị đe dọa bởi người Norman dưới sự cai trị của Robert Guiscard, những người đã xâm lược các khu vực vùng Balkans từ thành trì của họ ở miền nam Italy. Tổ chức quân sự lộn xộn, cùng việc đã ngày càng quá phụ thuộc vào các đơn vị lính đánh thuê, cũng như quá lãn phí tiền bạc trong ngân khố ở Constantinopolis, đã khiến cho hệ thống phòng thủ của đế quốc bị phá vỡ và không còn quân số để bù đắp vào các khoảng trống trong quân đội.
Tuy nhiên, trong vòng 104 năm, từ khi Alexios I lên ngôi cho đến cái chết của Andronikos I, nhà Komnenos đã tái khẳng định ưu việt trong khu vực Địa Trung Hải của Đông La Mã, cả về quân sự và văn hóa. Trong thời gian này, đã có sự nở rộ các mối quan hệ hữu hảo giữa Đông la Mã và Tây Âu, mà đại diện là sự giúp đỡ của Alexios I tới các Thập Tự Quân (thực ra Alexios I chính là một trong những người góp phần kêu gọi cuộc Thập tự chinh thứ nhất). Thời đại này cũng chứng kiến một sự chuyển đổi mạnh mẽ cơ cấu quân đội Đông La Mã, từ phân tán, vô tổ chức thành một lực lượng chiến đấu chính quy, tinh nhuệ má sau này đã được biết đến như là quân đội Đông La Mã Komnenos. Mặc dù đế quốc nhanh chóng tan rã sau cái chết của vị hoàng đế cuối cùng của nhà Komnenoi, Andronikos I vào năm 1185, nhưng sự phục hưng dưới thời nhà Komnenos đại diện cho đỉnh cao cuối cùng trong lịch sử một ngàn năm của Đế quốc Đông La Mã.

## Trước thời nhà Komnenos
Trong những thập kỷ trước khi nhà Komnenos lên nắm quyền, Đế quốc Đông La Mã đã suy giảm đi sức mạnh và quyền lực trong khu vực, do các hoàng đế bất tài phung phí ngân khố quốc gia và bỏ bê phòng bị quân đội. Các tỉnh của đế quốc ở miền Nam Italia cuối cùng đã bị mất vào tay người Norman, do Robert Guiscard và con trai của ông là Bohemond Taranto lãnh đạo, sau đó quay sang đột kích cướp bóc các tỉnh Balkan của Đông La Mã vốn không có các lực lượng tinh nhuệ phòng thủ. Trong khi đó, trên mặt trận Anatolia, các hoàng đế đã giải tán quân chinh qui thừ thời Basileios II để tiết kiệm tiền. Thay vì quản lý một đội quân chuyên nghiệp, họ dựa vào lính đánh thuê và quân nghĩa vụ để bảo vệ một biên giới kéo dài mong manh. Hoàng đế Romanos Diogenes cố gắng tái khẳng định sự thống trị của Đông La Mã ở Anatolia, nhưng ông đã bất ngờ bị đánh bại và bị bắt tại trận Manzikert năm 1071 bởi Sultan Alp Arslan của người Seljuk, một bóng đen trong lịch sử của Đông La Mã. Nội chiến bùng nổ và máu ngập tràn ở kinh đô Constantinopolis. Trong thời gian này, các tỉnh Anatolia tràn ngập bởi người Thổ Seljuk trong khi quân đội của đế quốc hoàn toàn thất bại bởi các vị trí phòng thủ đã bị bỏ hoang quá lâu và cuối cùng người Seljuk nhanh chóng đặt ách cai trị lên hầu hết Tiểu Á.

## Alexios I(1081-1118)
Triều đại của Alexios là được biết đến thông qua một tài liệu tên là "Alexiad, do công chúa Anna Komnene, con gái của Alexios viết, kể lại chi tiết tất cả các sự kiện của triều đại của cha mình, mặc dù có xu hướng thiên vị Alexios. Sau khi lên ngôi, Alexios thừa hưởng một đế chế đã suy yếu nhiều về mọi mặt mà gần đang bị bao vây bởi một cuộc xâm lược khủng khiếp của người Norman từ miền Nam nước Ý. Người Norman đã lợi dụng sự nhu nhược của các hoàng đế trước Alexios để xâm nhập vào khu vực Balkan. Alexios không có một đội quân nào đủ mạnh để có thể chống lại các cuộc xâm lược lần đầu tiên của quân Norman và phải chịu một thất bại nghiêm trọng trong trận Dyrrachium (1081), cho phép Robert Guiscard và con trai của ông Bohemond chiếm nhiều vùng đất ở khu vực Balkan.
Sau chiến thắng này, người Norman đã chiếm lấy Dyrrhachium vào tháng 2 năm 1082 và tiến sâu vào nội địa, chiếm Macedonia và Thessaly. Robert sau đó buộc phải rời khỏi Hy Lạp để đối phó với một cuộc tấn công vào đồng minh của ông, Đức Giáo hoàng, từ Henry IV. Robert đã để đứa con của mình Bohemond chịu trách nhiệm lãnh đạo quân đội ở Hy Lạp. Bohemond bước đầu đã thành công, đánh bại Alexius trong vài trận đánh đầu tiên, nhưng sau đó đã bị đánh bại bởi Alexius bên ngoài Larissa. Buộc phải rút lui về Ý, Bohemond bị mất tất cả các lãnh thổ đã chiếm được trong các chiến dịch trước đó. Chiến thắng này đã bắt đầu cho cuộc khôi phục của nhà Komnenos.
Một thời gian ngắn sau cái chết của Robert năm 1185, Pechenegs, một bộ lạc du mục từ phía bắc của sông Danube, xâm lược đế quốc với một lực lượng đông tới 80.000 người. Nhận ra rằng sẽ không thể đánh bại các kị binh Pecheneg bằng sức mạnh của riêng đế quốc, Alexios I liên minh với một bộ lạc du mục khác, Cumans, để trợ giúp ông, kết quả là sự hủy diệt của quân Pecheneg tại trận Levounion vào ngày 28 tháng 4 năm 1091.
Một thời gian ngắn sau khi Alexios I bắt đầu hành động quan trọng nhất trong cuộc đời của ông, khi ông kêu gọi Giáo hoàng Urban II giúp đỡ trong cuộc chiến chống những người Hồi giáo ở Anatolia và Levant, và Alexios hy vọng sẽ khôi phục lại Syria và các khu vực từng là một phần của Đế quốc Đông La Mã trong thế kỷ trước. Ông đã thành công trong nỗ lực của mình để kêu gọi sụ hỗ trợ từ Tây Âu, như là một đội quân viễn chinh lớn dưới sự chỉ huy của Godfrey thành Bouillon và nhiều quý tộc lớn khác ở châu Âu hành quân qua Anatolia tới cái đích cuối cùng của là thánh địa Jerusalem. Mối quan hệ giữa quân viễn chinh và Đông La Mã không phải là lúc nào cũng thân mật, nhưng sự phối hợp quân đội của họ đã dẫn đến việc giành lại nhiều thành phố quan trọng ở Tiểu Á và cuối cùng là Jerusalem. Giữa  năm 1097 tới 1101, Alexios I tái chiếm lại Nicaea, Rhodes, Ephesus và trong khi cũng buộc Antioch phải xưng thần. Điều này mang đưa đế chế tới đỉnh cao trong hơn ba thế kỷ.
Nhưng để đạt được những chiến thắng quân sự quan trọng Alexios buộc phải có biện pháp quyết liệt để giữ cho kho bạc đế chế chi trả nổi cho rất nhiều cuộc chiến. Ông đã làm điều này bằng cách nấu chảy nhiều tài sản Giáo hội và bán đất đai của Giáo hội, trong khi cũng sử dụng chế độ cưỡng bách tòng quân để giữ cho quân đội luôn đủ nhân lực. Điều này dẫn đến sự suy giảm của sự nổi tiếng của mình, nhưng dù sao ông cũng đã thành công trong việc làm khôi phục lại đế quốc vào lúc ông qua đời năm 1118.